# 알파 (카메라)

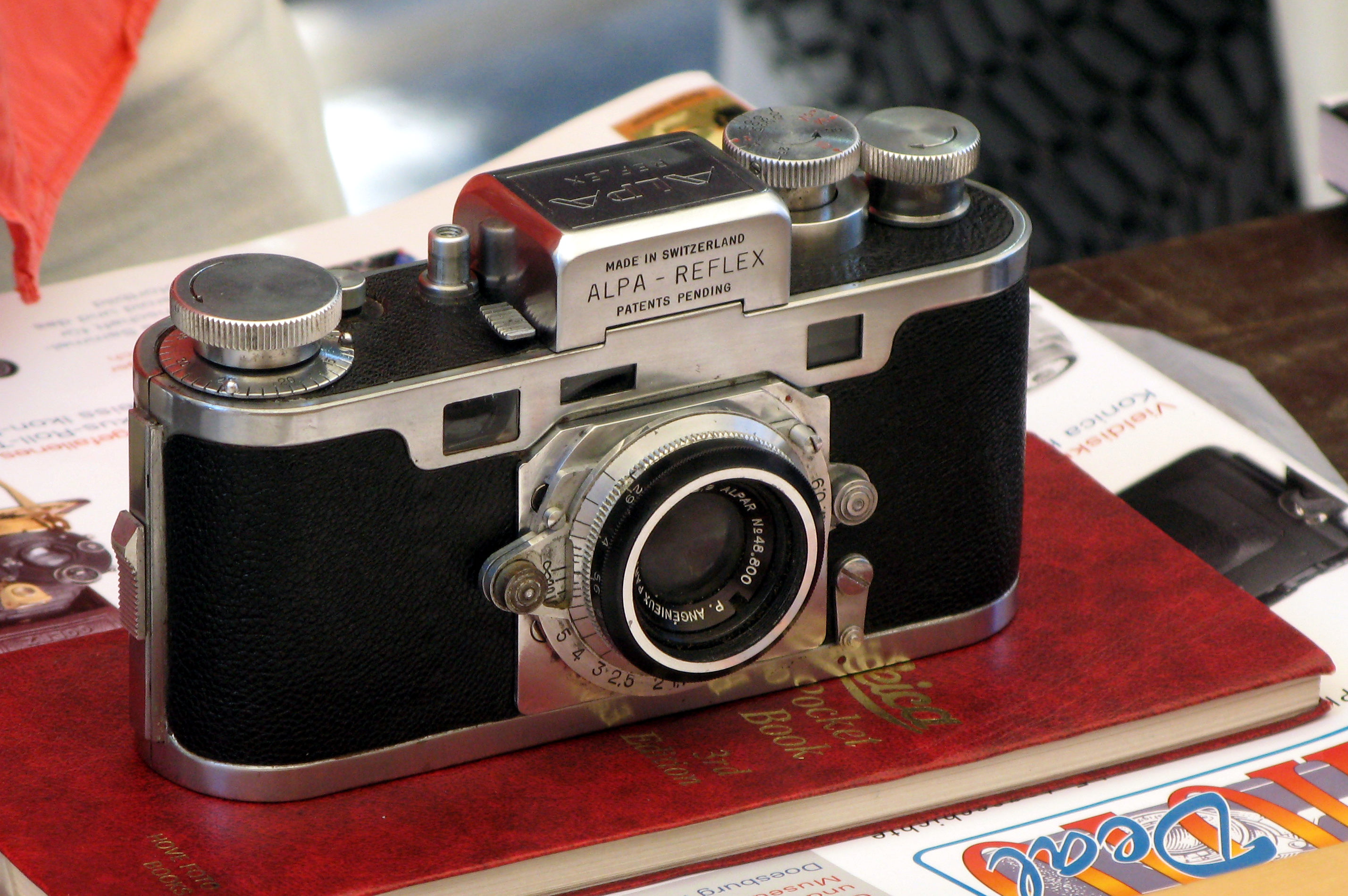
알파 리플렉스

알파(Alpa)는 이전에 스위스의 카메라 디자인 회사이자 35mm SLR 카메라 제조업체였다. 현재 소유자는 원래 회사가 파산한 후 회사 이름을 구입했으며 회사는 오늘날 고급 중형 카메라의 설계 및 제조업체로 존재한다(웹사이트 alpa.ch).

## 역사
알파는 스위스 시계용 특정 부품(피니언)을 만드는 피그논스 S.A.(Pignons S.A.) 회사의 파생 회사였다. 독일의 라이카 (사진기), 콘탁스 및 롤라이플렉스와 유사한 고급형이지만 소규모 시장을 대상으로 고급형 올메탈 35mm 카메라를 만들었다. 1930년대 후반에 피그논스는 엔지니어 자크 볼스키(Jacques Bolsky)를 초대하여 카메라를 디자인했다. 그는 1940년대에 알파 리플렉스(Alpa-Reflex)를 사용하여 이러한 작업을 수행했다. 진정한 스위스 방식으로 각 카메라는 개별적으로 제작되었다. 따라서 생산량은 적었지만 품질과 가격은 높았다. 요즘에도 수집용 알파 카메라는 상당히 높은 경매 가격에 팔릴 수 있다. 알파의 모든 모델 중 40,000대의 카메라가 회사의 40년 역사 동안 제작된 것으로 추산된다. 특정 간격을 허용하면 일련번호는 이를 지원하게 된다. 왜냐하면 마지막 카메라(약 1990년)에는 일련번호가 64,xxx밖에 없었기 때문이다.
퀵 리턴 미러, 렌즈를 통한 측광, 프리즘 하우징의 셀 및 총검 렌즈 마운트와 같은 혁신을 최초로 도입한 카메라 회사에 대한 의문이 계속 제기되고 있다. 알파는 이러한 혁신과 기타 여러 혁신을 모두 갖춘 최초의 경쟁자였다.
불행하게도 알파는 주류 카메라 회사들이 1970년대에 도입한 기술 발전을 따라잡을 수 있는 자원이 없었고 매출은 감소하기 시작했다. 기술적 "혁신"의 부족이 돈 부족 때문인지, 아니면 실제로 다른 회사가 가져온 자동화에 맞서 회사가 선택한 것인지는 확실하지 않는다.
치논(Chinon)이 일본에서 만든 보다 대중적인 가격의 "알파" 카메라가 출시되었다. M42 나사 마운트 렌즈를 사용했지만 프리미엄 알파 렌즈를 사용할 수 없었기 때문에 잘 팔리지 않았다. (Si2000은 M42 나사 마운트를 사용했고, Si3000은 펜탁스 K 마운트를 사용했다.) 두 모델 모두 인기가 없었고 수집가들에게는 진정한 알파로 간주되지 않았다. 어떤 사람들은 일본의 알파가 회사에 손해를 끼친 실수라고 생각한다.
컨 매크로 스위타르(Kern Macro Switar) 렌즈는 F1.8 또는 F1.9에서 50mm 렌즈였다. 이는 아포크로마트(Apochromat)였으며 지금까지 제공된 최고의 표준 렌즈로 여전히 높은 평가를 받고 있다. Alpa가 제공하는 다른 아포크로마트에는 100mm F2 및 150mm F2.8 키놉틱(Kinoptik) 렌즈가 포함된다.
총 6가지의 서로 다른 모터 구동 모델과 매거진 백이 제작된 것으로 알려져 있다. 9d, 10d 및 11 시리즈 카메라용으로 각각 두 가지 모델(풀 프레임 하나, 하프 프레임 하나)이다. 250개 미만으로 추정되었다.
니콘 매거진 백과 달리 알파 백은 35mm 필름의 전체 100피트 롤을 한 번에 삽입할 수 있도록 설계되었으며 작업자가 테이크업 측면을 개별적으로 열어 필름의 일부를 잘라낼 수 있도록 설계되었다. 나머지 롤을 내리지 않고 처리하기 위해 기저귀 가방에 넣는다. 모터 드라이브는 두 번째 기어가 일반 셔터 코킹 메커니즘을 움직인 후 모터가 레버를 앞뒤로 흔들어 일반 트리거를 발사한다는 점에서 일부 오일 펌프와 유사했다. 실제 사용 시 약 1초 간격으로 사진을 촬영할 수 있다.
원래 벽면 변압기와 NiCad 배터리 팩이 모두 제공되었다. 예시 장치에는 벽면 변압기가 있지만 배터리 팩 사진만 남을 수 있다.
회사는 1942년부터 생산이 종료될 때까지 스위스산 카메라에 동일한 렌즈 마운트를 유지했다. 바디의 백포커스는 35mm 카메라 중 가장 얇았으며 그 결과 알파의 거의 모든 35mm SLR용으로 설계된 렌즈를 사용할 수 있는 어댑터를 만드는 것이 가능했다. 제공되는 어댑터에는 엑삭타(Exakta), M42(자동 다이어프램 및 수동), 니콘(자동 및 수동), 라이카플렉스, T-마운트 및 콘탁스가 포함된다. 다른 어댑터에는 알파 렌즈를 C-마운트 영화 카메라에 장착할 수 있는 어댑터와 알파 본체를 현미경에 장착할 수 있는 어댑터가 포함되어 있다. 알파는 자체 렌즈를 만들지 않고 Agenieux, Kern, Kinoptik, Schneider 등 최고의 렌즈 제조업체를 통해 렌즈를 공급했다. 이들은 판매하는 렌즈의 광학 품질을 보장하는 유일한 회사였다. 알파 모델의 오각 프리즘의 선명도와 11 시리즈 접안렌즈의 다양한 표면의 "링" 사용은 특히 대형 망원경에 부착된 T-마운트에 사용하기에 탁월한 선택이 되었다. 수동 미러 올림 스위치와 결합하여 미러 슬랩의 진동까지 제거하였다.
회사는 더 이상 유럽 외부의 제조업체와 경쟁할 수 없다. 그러나 치명적인 타격은 회사 내부의 문제로 인해 발생한다. 피그논스 SA(Pignons SA)는 1990년에 파산을 선언한다. 피그논스 SA가 생산한 마지막 알파 모델은 알파 11이다.
1996년 2월 29일, 취리히의 카폴 & 웨버(Capaul & Weber)는 마침내 브랜드명 ALPA에 대한 전 세계 권리를 획득했다. 새 소유자의 목표는 클래식 35mm ALPA 리플렉스 카메라로 확립된 품질의 전통을 이어가고 중형 카메라 분야에 진출하는 것이다. 1996년 4월 18일 인터넷 도메인 alpa.ch가 등록되었고 곧 첫 번째 웹사이트가 온라인에 공개되었다. 포토키나 1998(Photokina 1998)에서는 처음 두 개의 알파 12 모델이 공개되었다. 둘 다 중형 포맷용이었다: 알파 12 WA(광각) 및 알파 12 SWA(시프트 광각). 그 이후로 알파는 중형 기술 카메라(최초의 아날로그/필름 최대 6x9, 현재는 주로 고급 디지털 백 포함) 분야의 선도적인 회사 중 하나가 되었다.